# Opius sabroskyi
Opius sabroskyi är en stekelart som beskrevs av Fischer 1964. Opius sabroskyi ingår i släktet Opius och familjen bracksteklar. Inga underarter finns listade i Catalogue of Life.